# Alena Kyselicová
Alena Kyselicová, född den 14 november 1947 i Trenčianske Teplice, Slovakien, är en tjeckoslovakisk landhockeyspelare.
Hon tog OS-silver i damernas landhockeyturnering i samband med de olympiska landhockeytävlingarna 1980 i Moskva.